# Benjamin H. Freedman
Benjamin Harrison Freedman (n. 4 octombrie 1890, New York City, New York, SUA – d. mai 1984, Garden City, Hempstead⁠(d), New York, SUA) a fost un om de afaceri american evreu, negaționist al Holocaustului și un antisionist vocal.
Născut într-o familie de evrei, s-a convertit de la iudaism la romano-catolicism.
În afara activismului politic, Freedman a fost partener într-un institut dermatologic și investitor pentru întreprinderi mici.

## Biografie
Din 1925 până în 1937, Freedman a fost partener cu Samuel D. Leidesdorf⁠(d) în cadrul Laboratoarelor John H. Woodbury, un institut dermatologic  și o companie derivată a fostei Woodbury Soap Company.  Benjamin H. Freedman a figurat pe antetul Institutului pentru Afaceri Arabo-Americane și, în jurul anului 1946, împreună cu soția sa, menționată ca „R M Schoendorf” (Rose M. Schoendorf Freedman), „a sponsorizat o serie de reclame sub eticheta «Liga pentru Pace cu Dreptate în Palestina»”.
În 1946, a dat în judecată Comitetul Evreiesc American (American Jewish Committee) pentru calomnie, dar cazul a fost respins în mai puțin de o lună.
În 1988, Institutul pentru Revizuire Istorică (Institute for Historical Review⁠(d)), o organizație care a propagat negarea Holocaustului, a publicat lucrarea lui Robert John, Dincolo de Declarația Balfour (Behind the Balfour Declaration), inclusiv cu o singură mulțumire lui Freedman. John a scris că Freedman „mi-a dat copii ale materialelor despre Declarația Balfour, pe care poate nu le-aș fi găsit niciodată singur și (el) m-a încurajat să fac propriile cercetări”.

## Activități

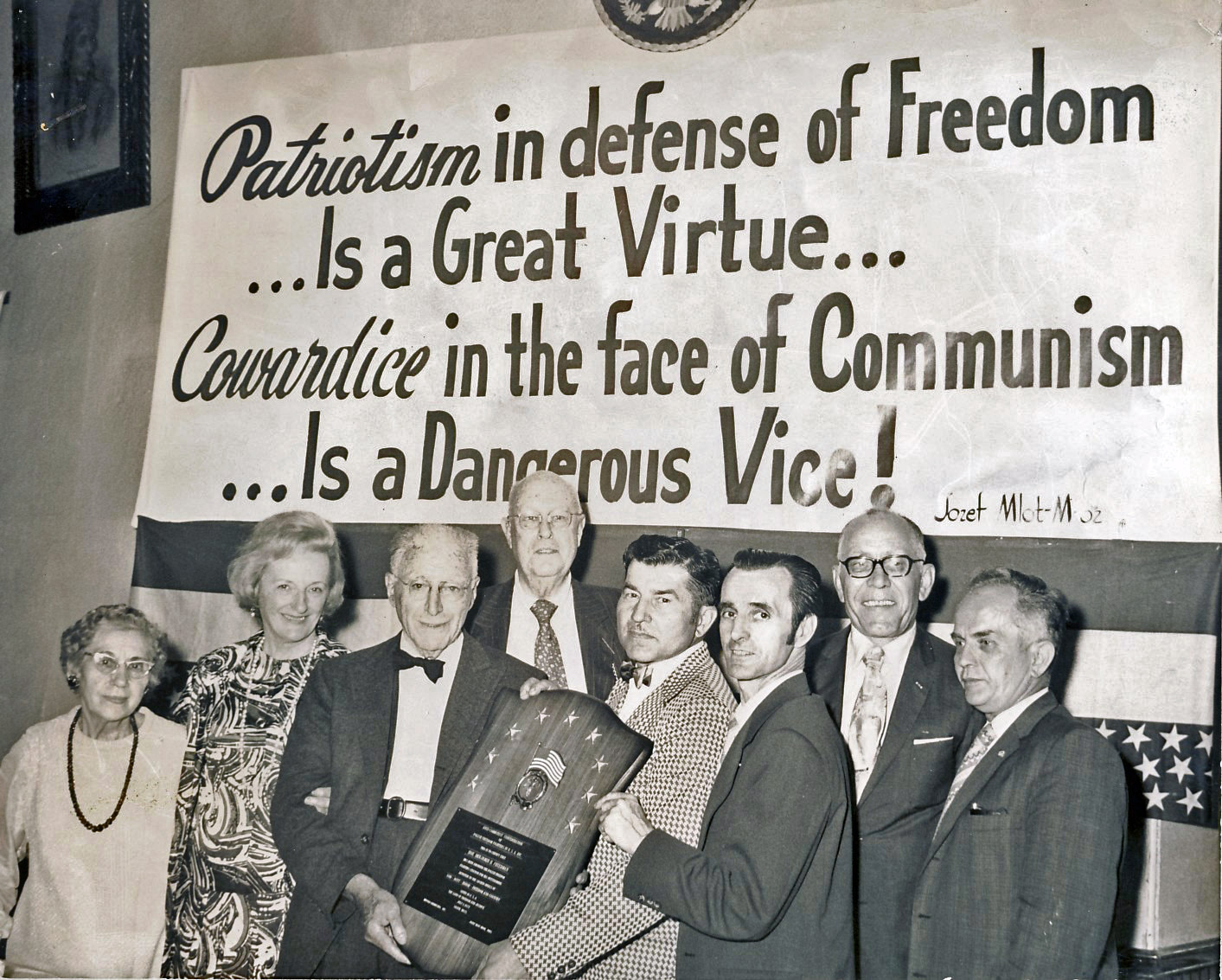
Benjamin H. Freedman (al treilea din stânga) la vârsta de 82 de ani, primind premiul pentru servicii din partea lui (al patrulea din dreapta) de la Federația Anticomunistă a Luptătorilor Polonezi pentru Libertate din Salem, Massachusetts, 1972. Soția lui Freedman, Rose Schoendorf, apare în extrema stângă

A fost un susținător financiar al autorului Conde McGinley, care a publicat periodicul antisemit Common Sense. În procesul de calomnie din 1955 intentat de rabinul Joachim Prinz⁠(d) împotriva lui McGinley, Freedman a mărturisit că „el [Freedman] i-a acordat domnului McGinley un sprijin financiar de «mai mult de 10.000 de dolari, dar mai puțin de 100.000 de dolari»”. Prinz l-a dat în judecată pe McGinley pentru că l-a numit „rabin roșu”.
La Școala Henry George, Benjamin Freedman a vorbit despre „Geneza tensiunilor din Orientul Mijlociu”. Long John Nebel⁠(d) a relatat la WNBC⁠(d) că Freedman va discuta despre antisemitism.
Freedman a fost activ politic până la mijlocul anilor 1970, când avea peste 85 de ani. A murit în mai 1984, la vârsta de 94 de ani.

Freedman s-a opus nominalizării Annei M. Rosenberg⁠(d) la funcția de secretar adjunct⁠(d) al Apărării al Statelor Unite în 1950. Un articol din Buletinul ADL intitulat „Complotul împotriva Annei Rosenberg” a atribuit atacurile loialității lui Rosenberg față de „antisemiții profesioniști și naționaliștilor nebuni”, inclusiv „cabala care ademenește evreii formată din John Rankin⁠(d), Benjamin Freedman și Gerald Smith⁠(d) ”.
Freedman, un evreu apostat, a fost bine cunoscut de Liga Anti-Defăimare și de Comitetul Evreiesc American ca un susținător activ al cauzei arabe din Orientul Mijlociu. (nota 33) În cursul mărturiei sale haotice și adesea contradictorii în fața comisiei Senatului, Freedman a dezvăluit rolurile jucate de agitatorii antisemiti și anticomuniștii de dreapta — inclusiv Gerald L. K. Smith⁠(d), Conde McGinley⁠(d), „Reverendul” Wesley Swift⁠(d), congresmanul John Rankin⁠(d), senatorul Joseph McCarthy și J. B. Matthews⁠(d) — în campania împotriva numirii (Annei) Rosenberg. (nota 34)
Benjamin H. Freedman este menționat într-un raport al Comitetului pentru Activități Antiamericane al Camerei Reprezentanților⁠(d).

## Lucrări scrise
- Liga pentru Pace și Dreptate în Palestina (League for Peace With Justice in Palestine). Freedman și-a publicat propriile ziare sub egida Ligii pentru Pace și Dreptate în Palestina (League for Peace With Justice in Palestine), pe care a fondat-o în 1946.[28]
- „Palestina”, Destiny: The Magazine of National Life (ianuarie 1948): 26–28 (apărut inițial în Scrisoarea Consiliului Economic Național, nr. 177, 15 octombrie 1947). Haverhill⁠(d), Massachusetts.
- Faptele sunt fapte (Facts are Facts), Noontide Press ISBN: 0-317-53273-1  O broșură care pretinde a fi textul unei scrisori din 1954 de la Freedman către David Goldstein, susținător al ideii că creștinismul a împlinit iudaismul. Textul expune ideea că majoritatea oamenilor identificați acum ca evrei sunt descendenți ai hazarilor, un popor turcic din Asia Centrală care s-a convertit la iudaism. Freedman nu se referă la evrei, ci la „așa-numiții sau «autoproclamații evrei»”.
- De ce este Congresul strâmb sau nebun sau ambele (Why Congress is Crooked or Crazy or Both), Founder, 1946, Liga pentru Pace cu Dreptate în Palestina (New York, 1975)